# Sport-Club Freiburg
L'Sport-Club Freiburg és un club de futbol alemany de la ciutat de Friburg de Brisgòvia a Baden-Württemberg. Des del 2009 juga a la 1. Bundesliga, la primera divisió alemanya.

## Història
Els inicis del club són a dos equips fundats a Friburg el 1904, el Freiburger Fußballverein 04 i el FC Schwalbe Freiburg. Després d'experimentar diferents canvis de nom, el 1909 van fusionar-se formant l'Sportclub Freiburg.
El 1918, després de perdre el camp durant la Primera Guerra Mundial, va associar-se amb el Freiburger FC per a jugar al mateix camp. Més tard s'associaria amb el FT 1844 Freiburg, el PSV Freiburg 1924 i un altre cop el FT 1844 Freiburg.
Amb el final de la Segona Guerra Mundial, les forces d'ocupació aliades van dissoldre l'equip, permetent la seva reorganització un any després, però amb el nom de VfL Freiburg, per no poder ser associat amb el passat nazi. El 1952 les autoritats franceses d'ocupació van permetre al club tornar-se a anomenar SC Freiburg.
A la temporada 1978-79 van aconseguir l'ascens a la 2. Bundesliga, on jugarien fins a l'ascens a la 1. Bundesliga el 1993. L'equip alemany va aconseguir una magnífica temporada al seu segon any a la màxima divisió assolint el tercer lloc, a tres punts del campió: el Borussia Dortmund.

## Palmarès
- 2. Bundesliga (4): 1993, 2003, 2009, 2016
- Trofeu Bahía de Cartagena (1): 1995

## Plantilla 2024-25
A 31 gener 2025 
| N. | Pos. | Nac. | Jugador              |
| -- | ---- | --- | -------------------- |
| 1  | POR  | [[Fitxer:Flag of Germany.svg\|23x15px\|border \|alt=Alemanya\|link=Selecció de futbol d'Alemanya\|{{#if:\|]] | Noah Atubolu         |
| 3  | DEF  | [[Fitxer:Flag of Austria.svg\|23x15px\|border \|alt=Àustria\|link=Selecció de futbol d'Àustria\|{{#if:\|]]   | Philipp Lienhart     |
| 5  | DEF  | [[Fitxer:Flag of Germany.svg\|23x15px\|border \|alt=Alemanya\|link=Selecció de futbol d'Alemanya\|{{#if:\|]] | Manuel Gulde         |
| 6  | MIG  | [[Fitxer:Flag of Germany.svg\|23x15px\|border \|alt=Alemanya\|link=Selecció de futbol d'Alemanya\|{{#if:\|]] | Patrick Osterhage    |
| 8  | MIG  | [[Fitxer:Flag of Germany.svg\|23x15px\|border \|alt=Alemanya\|link=Selecció de futbol d'Alemanya\|{{#if:\|]] | Maximilian Eggestein |
| 9  | DAV  | [[Fitxer:Flag of Germany.svg\|23x15px\|border \|alt=Alemanya\|link=Selecció de futbol d'Alemanya\|{{#if:\|]] | Lucas Höler          |
| 11 | MIG  | [[Fitxer:Flag of Ghana.svg\|23x15px\|border \|alt=Ghana\|link=Selecció de futbol de Ghana\|{{#if:\|]]        | Daniel-Kofi Kyereh   |
| 17 | DEF  | [[Fitxer:Flag of Germany.svg\|23x15px\|border \|alt=Alemanya\|link=Selecció de futbol d'Alemanya\|{{#if:\|]] | Lukas Kübler         |
| 18 | DAV  | [[Fitxer:Flag of Germany.svg\|23x15px\|border \|alt=Alemanya\|link=Selecció de futbol d'Alemanya\|{{#if:\|]] | Eren Dinkçi          |
| 19 | DEF  | [[Fitxer:Flag of Germany.svg\|23x15px\|border \|alt=Alemanya\|link=Selecció de futbol d'Alemanya\|{{#if:\|]] | Jan-Niklas Beste     |
| 20 | DAV  | [[Fitxer:Flag of Austria.svg\|23x15px\|border \|alt=Àustria\|link=Selecció de futbol d'Àustria\|{{#if:\|]]   | Junior Adamu         |
| 21 | POR  | [[Fitxer:Flag of Germany.svg\|23x15px\|border \|alt=Alemanya\|link=Selecció de futbol d'Alemanya\|{{#if:\|]] | Florian Müller       |
| 23 | MIG  | [[Fitxer:Flag of Kosovo.svg\|23x15px\|border \|alt=Kosovo\|link=Selecció de futbol de Kosovo\|{{#if:\|]]     | Florent Muslija      |
| 24 | POR  | [[Fitxer:Flag of Germany.svg\|23x15px\|border \|alt=Alemanya\|link=Selecció de futbol d'Alemanya\|{{#if:\|]] | Jannik Huth          |

| N. | Pos. | Nac. | Jugador                    |
| -- | ---- | --- | -------------------------- |
| 25 | DEF  | [[Fitxer:Flag of France (1794–1815, 1830–1974).svg\|23x15px\|border \|alt=França\|link=Selecció de futbol de França\|{{#if:\|]] | Kiliann Sildillia          |
| 26 | DAV  | [[Fitxer:Flag of Germany.svg\|23x15px\|border \|alt=Alemanya\|link=Selecció de futbol d'Alemanya\|{{#if:\|]]                    | Maximilian Philipp         |
| 27 | MIG  | [[Fitxer:Flag of Germany.svg\|23x15px\|border \|alt=Alemanya\|link=Selecció de futbol d'Alemanya\|{{#if:\|]]                    | Nicolas Höfler             |
| 28 | DEF  | [[Fitxer:Flag of Germany.svg\|23x15px\|border \|alt=Alemanya\|link=Selecció de futbol d'Alemanya\|{{#if:\|]]                    | Matthias Ginter            |
| 30 | DEF  | [[Fitxer:Flag of Germany.svg\|23x15px\|border \|alt=Alemanya\|link=Selecció de futbol d'Alemanya\|{{#if:\|]]                    | Christian Günter (capità)  |
| 32 | MIG  | [[Fitxer:Flag of Italy.svg\|23x15px\|border \|alt=Itàlia\|link=Selecció de futbol d'Itàlia\|{{#if:\|]]                          | Vincenzo Grifo (2n capità) |
| 33 | DEF  | [[Fitxer:Flag of France (1794–1815, 1830–1974).svg\|23x15px\|border \|alt=França\|link=Selecció de futbol de França\|{{#if:\|]] | Jordy Makengo              |
| 34 | MIG  | [[Fitxer:Flag of Germany.svg\|23x15px\|border \|alt=Alemanya\|link=Selecció de futbol d'Alemanya\|{{#if:\|]]                    | Merlin Röhl                |
| 37 | DEF  | [[Fitxer:Flag of Germany.svg\|23x15px\|border \|alt=Alemanya\|link=Selecció de futbol d'Alemanya\|{{#if:\|]]                    | Max Rosenfelder            |
| 38 | DAV  | [[Fitxer:Flag of Austria.svg\|23x15px\|border \|alt=Àustria\|link=Selecció de futbol d'Àustria\|{{#if:\|]]                      | Michael Gregoritsch        |
| 42 | MIG  | [[Fitxer:Flag of Japan.svg\|23x15px\|border \|alt=Japó\|link=Selecció de futbol del Japó\|{{#if:\|]]                            | Ritsu Dōan                 |
| 43 | DEF  | [[Fitxer:Flag of Switzerland.svg\|23x16px\|border \|alt=Suïssa\|link=Selecció de futbol de Suïssa\|{{#if:\|]]                   | Bruno Ogbus                |
| 44 | MIG  | [[Fitxer:Flag of Switzerland.svg\|23x16px\|border \|alt=Suïssa\|link=Selecció de futbol de Suïssa\|{{#if:\|]]                   | Johan Manzambi             |

## Entrenadors
Entrenadors del club des de 1946:

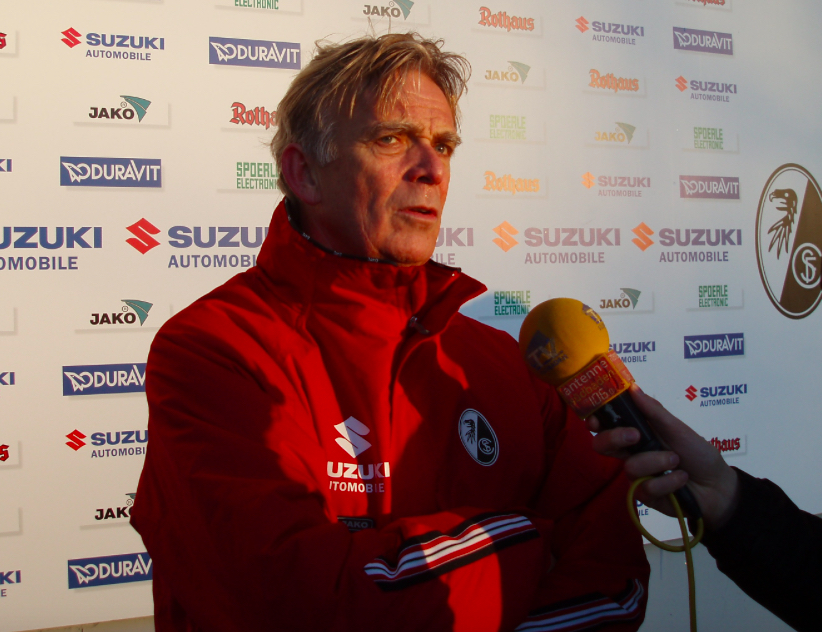
Volker Finke, antic entrenador de l'SCF i l'entrenador amb més anys en actiu en la història del futbol alemany

- Andreas Munkert (1946–49)
- Arthur Mattes (1949–50)
- Andreas Munkert (1950–53) (segon cop)
- Willi Hornung (1953–55)
- Kurt Mannschott (1956–58)
- Hans Roggow (1960–63)
- Hans Faber (1963–64)
- Hans Diehl (1964–69)
- Edgar Heilbrunner (1969–72)
- Manfred Brief (1 juliol 1972 – 30 setembre 1978)
- Heinz Baas (30 Sep 1978 – 30 juny 1979)
- Norbert Wagner (1 juliol 1979 – 24 gener 1980)
- Jupp Becker (1 juliol 1980 – 24 gener 1981)
- Horst Zick (25 Jan 1981 – 30 juny 1981)
- Lutz Hangartner (1 juliol 1981 – 30 juny 1982)
- Werner Olk (1 juliol 1982 – 30 juny 1983)
- Fritz Fuchs (1 juliol 1983 – 30 juny 1984)
- Antun Rudinski (1 juliol 1984 – 1 gener 1986)
- Jupp Becker (25 Jan 1986 – 22 març 1986) (segon cop)
- Horst Zick (23 març 1986 – 30 juny 1986) (segon cop)
- Jörg Berger (1 juliol 1986 – 17 desembre 1988)
- Fritz Fuchs (1 Jan 1989 – 8 abril 1989) (segon cop)
- Uwe Ehret (9 abril 1989 – 30 juny 1989)
- Lorenz-Günther Köstner (1 juliol 1989 – 26 agost 1989)
- Uwe Ehret (27 Aug 1989 – 26 novembre 1989) (segon cop)
- Bernd Hoß (1 Dec 1989 – 30 juny 1990)
- Eckhard Krautzun (1 juliol 1990 – 30 juny 1991)
- Volker Finke (1 juliol 1991 – 20 maig 2007)
- Robin Dutt (June 2007 –30 juny 2011)
- Marcus Sorg (1 juliol 2011 – 29 desembre 2011)
- Christian Streich (29 Dec 2011 –18 Mar 2024)
- Julian Schuster (22 Mar 2024 –)